# Kermiskoek
De kermiskoek, ook Tielsche kermiskoek of liefdeskoek genoemd, is een koek die lijkt op ontbijtkoek.

## Bereiding
De kermiskoek wordt al twee eeuwen bereid met nieuwe oogst Betuwse honing, nieuwe oogst roggebloem en verrijkt met kandijsuiker. Om het rijpen van de ingrediënten te bevorderen behoort een kermiskoek geruime tijd voor de verkoop gebakken te worden. Dit komt de smaak ten goede. De koek heeft een gewicht van 650 gram en een formaat van 18 bij 10 bij 10 centimeter.

## Geschiedenis
Van oudsher werd de kermiskoek alleen in oktober bereid als voorbereiding op de Tielse najaarskermis. Op dat moment is de nieuwe oogst van de ingrediënten beschikbaar.
De kermiskoek staat beschreven in De volksvermaken, een boek uit 1871, geschreven door door Jan ter Gouw. Hierin is onderstaand liedje te lezen:

Jan koop m'n 'n kerremis!
Mooi meisje, 'k en heb 'er geen geld!

De traditie waar dit citaat aan refereert, luidt als volgt: De Kermiskoek werd gekocht door verliefde boerenzonen, die hem bij wijze van aanzoek aan hun geliefde gaven. Na verloop van acht of veertien dagen ging de boerenzoon op zondag bij de jonge vrouw op de koffie. Serveerde zij hem een plak van de kermiskoek, dan bekende zij daarmee dat zij hem wilde als echtgenoot. Bleef het enkel bij koffie, dan wees zij het aanzoek af.

## Erfgoed
Door de plaatsing van de kermiskoek op de Nationale Inventaris Immaterieel Cultureel Erfgoed in Nederland is de kermiskoek beschermd en kan de traditie blijven bestaan. Sinds de opname op deze lijst is de kermiskoek het hele jaar verkrijgbaar. De Nationale Inventaris vloeit voort uit de Nederlandse ratificatie van het UNESCO-verdrag ter bescherming van het immaterieel erfgoed.
Sinds juni 2017 is de kermiskoek afgebeeld op een Nederlandse postzegel in de serie "Nederlandse lekkernijen".
De kermiskoek wordt in Tiel sinds 1840 gebakken door Bakkerij van Ooijen (vh. Verploegh).

## De Tilburgse kermiskoek
Tilburg kende tot de jaren 1930 een kermiskoek in de vorm van een hart. Met suikerletters werd daar een boodschap aan het beminde meisje opgespoten. In 2006 blies een lokale ondernemer de traditie nieuw leven in. Aan de verkoop kwam in 2013 een eind toen de pachtvergunning van de verkoopwagen op de Tilburgse Kermis niet verlengd werd.